# Rainer Jacob
Rainer Jacob (* 15. September 1946 in Bremen) ist ein ehemaliger deutscher Schwimmer. Er erschwamm eine Silbermedaille bei Europameisterschaften.

## Karriere
Rainer Jacob war 1970 Dritter über 100 Meter Freistil bei den Deutschen Meisterschaften. Zusammen mit Gerhard Schiller, Ørjan Madsen und Ernst Speidel gewann Jacob im gleichen Jahr die 4-mal-100-Meter-Freistilstaffel für die SSF Bonn. Ab 1971 schwamm Jacob für die Wasserfreunde Wuppertal.
Bei den Europameisterschaften 1970 in Barcelona siegte die 4-mal-100-Meter-Freistilstaffel aus der Sowjetunion mit 1,8 Sekunden Vorsprung vor der Staffel aus der Bundesrepublik Deutschland mit Gerhard Schiller, Rainer Jacob, Folkert Meeuw und Hans Fassnacht, die Staffel aus der DDR wurde 0,5 Sekunden dahinter Dritte.
Bei den Olympischen Spielen 1972 in München qualifizierte sich die 4-mal-100-Meter-Freistilstaffel mit Gerhard Schiller, Rainer Jacob, Hans-Günther Vosseler und Kersten Meier in 3:37,59 Minuten als siebtschnellste Staffel für das Finale. Im Finale schwammen Klaus Steinbach, Werner Lampe, Rainer Jacob und Hans Fassnacht in 3:33,90 Minuten auf den sechsten Platz.
Rainer Jacob war 1972 als Zahnarzt bei der Bundeswehr. Er ist der Sohn von Gisela Arendt und der Neffe von Heinz Arendt.